# Ferrières-en-Bray
Ferrières-en-Bray ist eine französische Gemeinde mit 1.675 Einwohnern (Stand: 1. Januar 2022) im Département Seine-Maritime in der Region Normandie. Sie gehört zum Arrondissement Dieppe und ist Teil des Kantons Gournay-en-Bray. Die Einwohner werden Ferrierois genannt.

## Geographie
Ferrières-en-Bray liegt etwa 80 Kilometer nordnordwestlich von Paris am Ufer des Flusses Epte. Umgeben wird Ferrières-en-Bray von den Nachbargemeinden Saint-Quentin-des-Prés im Norden, Hécourt im Nordosten, Hannaches im Osten und Nordosten, Villers-sur-Achy im Osten, Saint-Germain-de-Fly im Süden und Südosten sowie Gournay-en-Bray im Westen.
Durch die Gemeinde führt die Route nationale 31.

## Bevölkerungsentwicklung
| Jahr                      | 1962 | 1968 | 1975 | 1982 | 1990 | 1999 | 2006 | 2012 |
| Einwohner                 | 1430 | 1332 | 1485 | 1577 | 1644 | 1643 | 1693 | 1645 |
| Quelle: Cassini und INSEE |      |      |      |      |      |      |      |      |

## Sehenswürdigkeiten
- Kirche Saint-Martin
- Schloss Le Manais von 1730

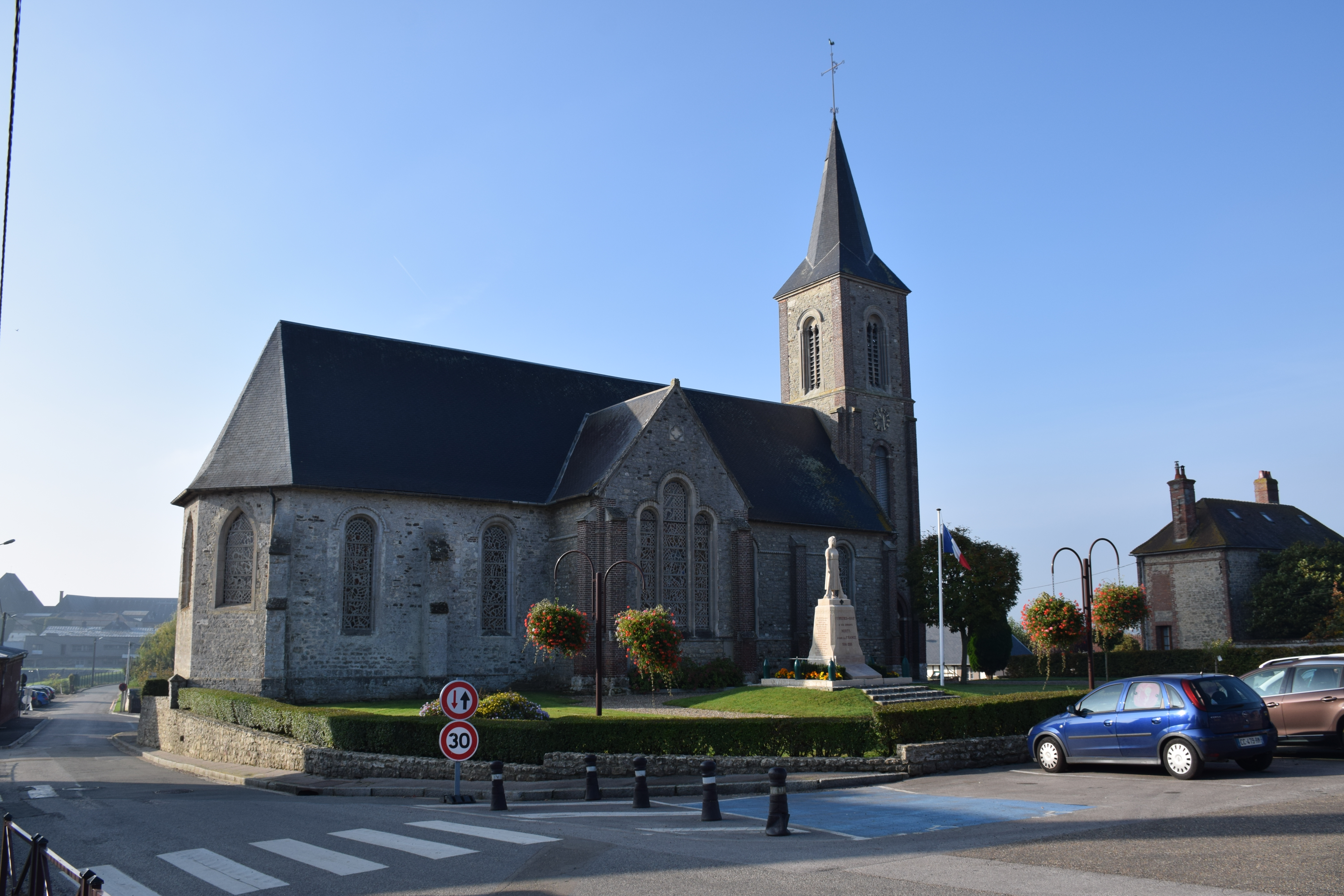
Kirche Saint-Martin

- Industrieanlagen von Charles Gervais, Stammsitz der Firma Danone